# Beatriz Sánchez
Beatriz de Jesús Sánchez Muñoz, née le 24 décembre 1970 à Viña del Mar (Chili), est une journaliste et une femme politique chilienne.

## Biographie
Connue pour son engagement dans le journalisme politique et ses interviews d'actualité, elle a animé le programme Hora 20 (es) sur la chaîne de télévision chilienne La Red et a travaillé dans les principales stations de radio du Chili telles que Radio Bío-Bío, Radio ADN (es), Radio Cooperativa ou encore Radio Chilena (es). En 2017, elle est nommée candidate du Front large à l'élection présidentielle. Les élections se sont tenues au mois de novembre de la même année et elle atteint la 3e place en rassemblant 20,27 % des suffrages exprimés.
En mai 2021, elle est élue membre de l'Assemblée constituante chilienne, où elle siège de juillet 2021 à juillet 2022.